# Hein Vergeer
Henricus Coenradus Nicolaas „Hein“ Vergeer (* 2. května 1961 Haastrecht) je bývalý nizozemský rychlobruslař.
V roce 1980 se zúčastnil svého jediného Mistrovství světa juniorů. Na velkých mezinárodních akcích začal závodit v sezóně 1982/1983, kdy debutoval na Mistrovství světa ve sprintu. Startoval na Zimních olympijských hrách 1984 (500 m – 13. místo, 1000 m – 10. místo, 1500 m – 12. místo). V následující sezóně vyhrál vícebojařský evropský i světový šampionát, přičemž obě zlaté medaile v roce 1986 obhájil. Na podzim 1985 nastoupil do závodů prvního ročníku Světového poháru. Z ME 1987 si přivezl bronzovou medaili, v roce 1988 skončil na kontinentálním šampionátu pátý. Tehdy se také zúčastnil zimní olympiády v Calgary, kde skončil nejlépe patnáctý v závodě na 1000 m (další výsledky: 500 m – 24. místo, 1500 m – 27. místo). Po sezóně 1987/1988 ukončil sportovní kariéru.
V roce 1985 získal cenu Oscara Mathisena.